# Csapodya splendens
Csapodya splendens (basioniem: Deppea splendens Breedlove & Lorence (1987)) is een plant uit de sterbladigenfamilie (Rubiaceae). 
In het wild is de plant waarschijnlijk is uitgestorven. Het is een open struik met meerdere stamen die in cultuur 2-3 m hoog worden. De bladeren staan in kransen aan het einde van de takken. De bloemen groeien in hangende pluimen met tot 15 cm lange stelen. De bloemkronen zijn tot 5 cm lang, buisvormig en geel tot oranje van kleur. Ze ontspringen vanuit opvallende, wijnrode, op een octopus lijkende bloemkelken. Mogelijk werd de plant in het wild bestoven door kolibries.
De plant werd in 1972 ontdekt door Dennis Breedlove in een kloof in de nevelwouden op de zuidhelling van Cerro Mozotal in Zuid-Chiapas (Mexico). In 1981 werden er zaden verzameld die aan botanische tuinen werden verzonden. Toen Breedlove in 1986 terugkeerde op de vindplaats bleek het gebied grotendeels omgezet te zijn in maïsvelden en werd de plant niet meer aangetroffen.
Omdat de plant nooit meer in het wild is ontdekt, wordt aangenomen dat hij in het wild is uitgestorven. Hij komt alleen nog in cultuur voor, onder andere in Huntington Botanical Garden en andere botanische tuinen die zich voornamelijk in het westen van de Verenigde Staten bevinden. De botanische tuinen proberen een collectie van genetisch verschillend materiaal bijeen te brengen om de genetische diversiteit te vergroten waardoor de plant in het wild zou kunnen worden uitgezet.